# Traiania orghidani
Traiania orghidani is een hooiwagen uit de familie Zalmoxioidae.